# Wengé

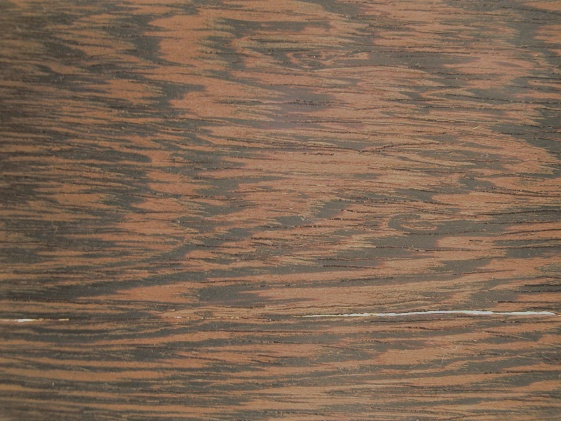
Wengé

Wengé is een houtsoort afkomstig van Millettia laurentii. De boom komt voor in Midden- en West-Afrika. Het best groeit deze in moerasbossen in de buurt van het Mai-Ndombemeer.
Wengé is rechtdradig en heeft donkerbruin kernhout. Het wordt gebruikt voor buitentoepassingen en binnenschrijnwerk zoals trappen en meubels.
Verder vindt het toepassing bij het maken van muziekinstrumenten, bijvoorbeeld voor de halzen van gitaren. Ook voor fineer, draai- en inlegwerk is het geschikt.